# Jesse Valdez
Jesse Valdez est un boxeur américain né le 12 juillet 1947 à Houston au Texas.

## Carrière
Il remporte aux Jeux olympiques d'été de 1972 à Munich la médaille de bronze dans la catégorie poids welters.

## Palmarès

### Jeux olympiques
- Médaille de bronze en -67 kg aux Jeux de 1972 à Munich,  Allemagne